# Santina (Vorname)
Santina ist ein Vorname.

## Herkunft und Bedeutung
Der Name ist eine italienische weibliche Verkleinerungsform von Santo. Dieser Name bedeutet auf Italienisch Heiliger; letztendlich vom lateinischen sanctus.
Eine Namensvariante ist Santuzza.

## Bekannte Namensträgerinnen
- Santina Cardoso (* 1975), osttimoresische Politikerin
- Santina Maria Schrader (* 1967 oder 1969), deutsche Schauspielerin und Sängerin